# Vieuvicq
Vieuvicq település Franciaországban, Eure-et-Loir megyében. Lakosainak száma 445 fő (2022. január 1.). Vieuvicq Illiers-Combray, Méréglise, Montigny-le-Chartif, Mottereau, Saint-Avit-les-Guespières, Yèvres és Dangeau községekkel határos.

## Népesség
A település népessége az elmúlt években az alábbi módon változott:
| Lakosok száma | 378  | 371  | 359  | 440  | 469  | 477  | 476  | 455  | 444  | 445  |
|               | 1968 | 1982 | 1990 | 2006 | 2013 | 2015 | 2017 | 2019 | 2020 | 2022 |